# 에밀 홀름
에밀 알폰스 홀름(스웨덴어: Emil Alfons Holm, 2000년 5월 13일 ~ )는 스웨덴의 축구 선수이다. 그의 포지션은 오른쪽 풀백로, 현재 이탈리아 세리에 A의 아탈란타에서 활약하고 있다.

## 클럽 경력
2021년 1월 27일, 홀름은 덴마크 슈퍼리가 소속인 써네르햇스케와 4년 계약을 맺었다.
동일한 해 8월 27일, 홀름은 이탈리아 클럽 스페치아 칼초에 합류하였으나, 시즌 나머지 기간 동안 써네르햇스케로 다시 대출되었다.
2023년 8월 31일, 홀름은 시즌 중대출로 세리에 A 클럽 아탈란타에 합류하였으며, 거래에는 초기 200만 유로와 850만 유로의 옵션 구매가 포함되었다.

## 국가대표팀 경력
홀름은 2018년부터 2022년까지 스웨덴 U-19과 스웨덴 U-21에서 총 16번 출전했다. 그는 2022년 11월 16일, 2-1로 이긴 멕시코와의 친선 경기에서 스웨덴 대표팀 데뷔전을 치렀으며 풀타임을 소화했다.